# 대한민국 정부

대한민국의 권력분립 구조

대한민국 정부(大韓民國政府, 영어: The Government of the Republic of Korea)는 행정부, 입법부, 사법부 등으로 구성된다. 일반적으로 대한민국 정부는 대한민국의 중앙정부와 지방정부를 통틀어 일컫는 개념이지만, 경우에 따라 대한민국 중앙정부만을 지칭하거나, 혹은 대한민국 중앙정부의 행정부만을 지칭하기도 한다.

## 행정부
대한민국의 행정부는 대통령을 수반으로 하여 입법부에서 법률로써 정한 사안들을 실행한다. 대통령은 국무총리와 국무위원으로 구성된 국무회의의 조력을 받아 업무를 처리한다.

### 국무회의
국무회의는 정부의 권한에 속하는 중요한 정책을 심의하고 대통령을 의장으로, 국무총리를 부의장으로 하여 15인 이상 30인 이하의 국무위원으로 구성된다. 헌법상 필수 기관 중 하나이며, 합의제 기관으로 대통령에 소속된 기관이 아니다. 헌법상 국무회의의 심의를 요하는 사항은 반드시 심의를 거쳐야 하지만, 심의 사항이 대통령을 직접적으로 구속하지는 못한다.
국무회의의 부의장인 국무총리는 대통령의 유고 시 및 탄핵 시 권한을 임시적으로 이어받아 행정각부를 통괄하고 지휘할 수 있으며 국무위원을 통솔한다. 또한, 원활한 국정 운영을 위해 국무를 조정하는 역할을 한다. 국무총리는 대통령이 지명한 자를 국회에서 동의해주는 것으로 임명된다.
국무회의의 구성원인 국무위원은 대통령을 보좌하고, 국정을 심의하는 역할을 한다. 대통령은 국무위원 중에서 행정각부의 장을 선출할 수 있다. 국무위원은 부서권을 행사하여 대통령의 권한 남용을 통제할 수 있어서 국무회의에서는 대통령과 동등한 관계에 있다.

### 행정각부
행정각부는 행정부의 업무를 직접적으로 처리하는 집행기구이다. 넓게는 대통령과 국무총리의 직속기관 등 정부조직법과 기타 법률에 의해 중앙행정기관으로서의 지위를 인정받는 모든 기구를 일컫지만, 일반적으로는 기획재정부를 비롯한 18부만을 가리킨다. 각 부의 장은 국무위원 중에서 대통령이 임명하며, 국회의 인사청문회를 반드시 거쳐야 한다. 행정각부의 장은 국무회의의 구성원인 국무위원과는 달리 타 부처의 업무에 대해 간섭하거나 조언할 수 없다.

### 감사원
감사원은 대한민국 헌법 제4장 제2절 제4관에 따른 헌법기관으로, 대한민국의 행정부에 속해있다.

### 독립기관
중앙행정기관이면서도 행정각부에 속하지 않는 독립기관으로 국가인권위원회와 고위공직자범죄수사처가 있고, 한편으로 국무총리 산하에 있는 독립기관으로는 원자력안전위원회가 있다.

## 입법부
대한민국의 입법부는 국회를 가리킨다. 대한민국 국회는 국민을 대표하는 기관으로 유일한 입법 주체이기도 하다. 현행 헌법상 단원제로 구성되어 있으며, 의원수는 300명이다.
의원들은 상임위원회에 소속되어 있으며, 상임위원회는 국회법에 따라 총 16개가 있다. 그 외에 특별위원회도 두고 있다. 입법지원조직으로는 국회사무처, 국회도서관, 국회예산정책처, 국회입법조사처를 두고 있다.

## 사법부
대한민국에서 사법부는 일반적으로 대법원 및 각급법원만을 일컫는 표현으로 사용되나, 대한민국 정부의 사법권은 법원 외에 헌법재판소도 관할하고 있다. 포괄적 사법권은 헌법 제5장 제101조 제1항에 따라 대법원 및 각급법원을 아우르는 법원에 속해 있으나, 일부 헌법재판에 관한 사법권은 헌법 제6장에 따른 헌법재판소에 속해 있는 것이다.

## 선거관리
중앙선거관리위원회는 기본적으로 행정작용에 해당하는 선거사무를 담당하나, 일반행정기관과는 별도로 규정된 헌법상의 독립기관으로서 헌법기관의 지위를 지니고 있다.

## 지방 정부
광역지방자치단체, 기초지방자치단체로 구성된 대한민국의 지방 정부는 지방 입법부와 지방 행정부 등으로 나뉜다.

## 대한민국 행정부 상징 변천사
|                                        |
| 2016년 4월 이전 사용된 구 행정부 문장. |

|                                                          |
| 태극문양을 변형시킨 형태로 2016년 4월부터 사용하고 있다. |

## 대한민국 행정부기 변천사
|                                     |
| 2016년 4월 이전 사용된 구 행정부기. |

|                                |
| 2016년 4월 이후 현행 행정부기. |

## 그 외 대한민국 정부 상징
|                                                                      |
| 대한민국 국회 문장 무궁화 도안 가운데에 '국회'가 한글 표기되어 있다. |

|                                                                                  |
| 대한민국 대통령 문장 무궁화를 가운데 두고 봉황 두 마리가 마주보고 있는 형상이다. |

|                        |
| 대한민국 국무총리 문장 |

|                    |
| 대한민국 법원 문장 |

|                          |
| 대한민국 헌법재판소 문장 |

|                                  |
| 대한민국 중앙선거관리위원회 문장 |

## 같이 보기
- 대한민국 국회
- 대한민국의 중앙행정기관
- 대한민국의 사법기관
- 대한민국 정부의 기자실과 기자단
- 대한민국 정부의 재정
- 대한민국의 헌법기관
- 대한민국의 독립기관
- 정부24